# The Seemingly Never-Ending Story
«The Seemingly Never-Ending Story» (с англ. — «Почти бесконечная история») — тринадцатая серия семнадцатого сезона американского мультсериала «Симпсоны». Эпизод построен в стиле «мета-вымысел» (Mise en abyme). Премьера состоялась 12 марта 2006 года.

## Сюжет
Семья Симпсонов отправляется на экскурсию в Пещеры папаши Карла. Гомер, желая отбить кусочек огромного сталактита, вызывает его обрушение, и вся семья проваливается в подземную пустоту, не обозначенную на картах. Мардж, Барт и Мэгги отправляются искать выход, а Лиза остаётся с застрявшим в щели Гомером. Чтобы скрасить ожидание, она начинает рассказывать отцу историю, случившуюся с ней неделю назад…
Рассказ Лизы
Повстречав агрессивного толсторога, Лиза бросилась в ближайшее укрытие, которым оказался дом мистера Бёрнса. Животное проникло в дом, поэтому Бёрнс с Лизой спрятались на чердаке, где девочка обнаружила фотографию Бёрнса, подписанную как «Работник месяца „Таверны Мо“». Мистер Бёрнс начинает свой рассказ…
Однажды он оказался вовлечён в спор с Богатым Техасцем, и Бёрнсу необходимо было выиграть у Техасца в «охоте по списку» (англ. scavenger hunt). Каждому из мужчин раздали по одинаковому списку с необычными предметами (синяя роза, подтяжки, буква «I», парковочный талон, дуршлаг, перуанский таракан, надгробие, волос Гомера и др.) Проигравший отдаёт всё своё имущество победителю. Бёрнсу не удалось выиграть, так как последний пункт требовал предоставить свою фотографию с улыбающимся ребёнком, а все дети при виде старика впадали в ужас. Мистер Бёрнс, лишившийся всего, устроился в «Таверну Мо» официантом-уборщиком. Бёрнс случайно обнаруживает в таверне конверт, озаглавленный «Открыть после смерти Мо», в котором открывается тайна сокровища Мо…
В этот момент возвращаются Мардж, Барт и Мэгги, не нашедшие выхода, и Лиза продолжает свой рассказ уже для всей семьи. Она пересказывает содержание письма Мо, которое ей передал в беседе Бёрнс…
Однажды на улице Мо встретил только что прибывшую в Спрингфилд учительницу Эдну Крабаппл, и пара влюбилась друг в друга с первого взгляда. Выяснилось, что Эдна ненавидит алкоголиков, кабаки «и особенно таверны», поэтому Мо идёт на серьёзный шаг: закрывает своё заведение и прощается со своими приятелями-завсегдатаями — Гомером, Карлом, Ленни и Барни. У Мо и Эдны возникают серьёзные отношения, и Мо размышляет о том, как бы увезти женщину из Спрингфилда, «чтобы начать жизнь сначала». Однако в связи с закрытием бизнеса денег у Мо нет, но неожиданно ему улыбается удача: к нему в закрытую таверну приходит Змей Джейлбёрд (который в ту пору ещё не был бандитом, а был законопослушным археологом) и просит указать дорогу к местному музею естественной истории. Он желает передать в дар музею сумку с золотыми монетами, найденными им при раскопках. Мо говорит, что сегодня музей не работает, а узнав, что археолог переночует в гостинице, напротив, решается на ограбление. Ограбленный Змей решает, что отныне он будет мстить обществу, станет преступником. Мо с Эдной уезжают из Спрингфилда, но по дороге им необходимо заехать в школу, чтобы сообщить о том, что Эдна в ней работать не будет. Однако возвращается Эдна невесёлая, и дальше следует её рассказ, описанный в письме Мо, содержание которого пересказывает Бёрнс, о беседе с которым рассказывает Лиза…
В школьном классе Эдна обнаружила Барта, сидящего над учебником. Он сообщил ей, что наказан на всё лето, что от него одни беды, на него все махнули рукой, что он наверняка «завалит» четвёртый класс (на самом деле он «пудрил её мозги, пока Нельсон воровал микроскопы»). Эдна понимает, что её долг — учить детей, и она отказывает Мо ехать с ним. Разъярённый Мо выбрасывает вещи Эдны из машины и уезжает прочь. Решив, что клад без Эдны ему не нужен, Мо перекидал все золотые монеты в музыкальный автомат в своей таверне…
Бёрнс взламывает автомат, достаёт клад, отдаёт его Богатому Техасцу, и тот возвращает Бёрнсу всё, кроме атомной станции — её он вернёт только после того, как Бёрнс принесёт-таки свою фотографию с улыбающимся ребёнком…
Толсторог взламывает дверь на чердак, где беседуют мистер Бёрнс и Лиза, ранит старика, пытавшегося защитить девочку, и выясняется, что животное лишь хотело отдать Лизе её потерянные бусы. В благодарность за защиту улыбающаяся Лиза делает фото с мистером Бёрнсом, таким образом, атомная станция возвращена владельцу.
Гомер выбирается из щели и говорит, что привёл семью сюда не ради экскурсии, а «в поисках монет». Он начинает свой рассказ…
Рассказ Гомера
Неделю назад Гомер дремал под деревом близ Пещер папаши Карла и стал свидетелем того, как Богатый Техасец, неся мешок, входит в пещеры и напевает, что хочет спрятать здесь свои золотые монеты, чтобы не платить налоги. Гомер, не надеясь найти золото самостоятельно, подстроил «семейную экскурсию» в эту пещеру…
Из темноты появляется Богатый Техасец, который угрожает Симпсонам пистолетом и требует вернуть ему мешок с золотом, который, оказывается, лежит за камнем прямо рядом с ними. Однако получив золото, Техасец сам оказывается на мушке у мистера Бёрнса, который также желает заполучить этот мешок. Далее мешок с золотом начинают требовать отдать им появляющиеся с разных сторон Мо Сизлак (с дубинкой) и Змей Джейлбёрд (с пистолетом) с сыном. Противники устраивают мексиканское противостояние. Напряжение сбрасывает Мардж, которая выхватывает мешок у Техасца и грозит сбросить золото в провал, если все не бросят оружие, но никто её не слушает, и женщина осуществляет свою угрозу. После этого все понимают, что золото им было и не нужно и отправляются в Шелбивилль «строить молодёжный центр». Все, кроме мистера Бёрнса, который начинает опасный спуск в провал за золотом…
В конце эпизода выясняется, что всё это, с самого начала, являлось рассказом Барта директору Скиннеру в объяснение, почему он не успел выучить географию. Тот, конечно, не верит мальчику, но, выглянув в окно, видит целующихся Мо и Эдну, а также странно ведущего себя Богатого Техасца…